# Vakáció a Las Egeras hotelben (Geronimo Stilton)
A Vakáció a Las Egeras hotelben egy humoros kisregény, melynek írója az olasz Elisabetta Dami. A könyvsorozatból a 24. rész a Vakáció a Las Egeras hotelben.

## Fejezetek a könyvben
- 1. Adtam én neked valaha rossz tanácsot
- 2. Bízni vagy nem bízni?
- 3. Hello, Gerottimo!
- 4. Bajuszcsiklandó finomság
- 5. Szárnyalj, mint a bőregér!
- 6. Míg élünk, remélünk!
- 7. Pattogó paradicsom
- 8. Puertó Túró
- 9. Micsoda? Micsoda? Micsoda?
- 10. De hiszen ez egy egérlyuk!
- 11. 313-as szoba
- 12. Egy darabka büdös sajthéj
- 13. Svábbogarat reggelire
- 14. Hát a kulcs?
- 15. Szép vagyok, tudom!
- 16. Minden AAP (Akár a prospektusban)
- 17. A gumikifli
- 18. Milyen messze van még a strand?
- 19. Roller aranyárban
- 20. ...Gyáááz!...ÁÁÁPA!
- 21. Fehér, mint a mozzarella
- 22. Én megmondtam magának..
- 23. 5:30-kor Bunge Jumping
- 24. Reszketett a bajuszom!
- 25. Légyturmix
- 26. Ezer mozzarella!
- 27. Hasukat fogták a nevetéstől...

## Történet
Ki nem akarná a tengerparton süttetni a hasát, vagy luxusszállodába menni? Nos, miután Geronimo Stilton végre rászánta magát, hogy elutazzon pár napra, nem pont azt kapta amit várt. Svábbogaraktól kezdve az extrém sportokig mindent kipróbált, bár nem szerette volna.

## Geronimo napja
- 5:30 – Bunge Jumping
- 7:30 – Siklórepülés
- 11:30 – Búvárkodás
- 12:30 – Íjászat
- 14:00 – Ejtőernyőzés
- 16:00 – Cápavadászat (szigonnyal)
- 19:00 – Sziklamászás

## Szokásos bemutatkozás
Hát én vagyok! Be kell vallanom, elég szórakozott pacák, akarom mondani, pocok vagyok, mindig egy kicsit a fellegekben járok.. Egy kiadó vezetőjeként és főszerkesztőjeként dolgozom, de igazi szenvedélyem az írás. Itt, Rágcsáliában, Egér-sziget fővárosában a könyveim mint bestsellerek! Nem olvastátok még őket? Pedig igazán mulatságos történetek: könnyebbek, mint a friss mozzarella, kívánatosabbak, mint az Edami, és ízesebbek, mint az érett Parmezán.. Igazán bajuszemelő történetek, szavamra!
Ez a bemutatkozás egyébként minden könyv hátulján is megtalálható!

## Szereplők
- Geronimo Stilton – Értelmiségi egér, a Rágcsáló hírek főszerkesztője. Sok könyve jelent már meg
- Tea Stilton – Sportos egérlány, ő a Rágcsáló hírek különleges tudósítója
- Trappola Stilton – Igazi mókamester, minden történetben valahogy megvicceli Geronimo-t, mellesleg az idősebbik unokaöccse
- Benjamin Stilton – Kedves és szeretni való, ő pedig a fiatalabbik unokaöccse Geronimo-nak

## Magyarul
- Vakáció a Las Egeras hotelben; ford. Kotsis Orsolya; Alexandra, Pécs, 2008 (Mulatságos történetek, színes kalandok)

## Tévésorozat
A könyvből sorozat is készült, melynek rendezője Guy Vasilovich. A sorozat egyébként spanyol-olasz-francia koprodukcióban készült.